# 1994 في رواندا
فيما يلي قوائم الأحداث التي وقعت خلال عام 1994 في رواندا.

## سياسة

### تعيين في المنصب
- 8 أبريل – كان تيودور سينديكوبوابو رئيس روندة  [لغات أخرى]‏.
- 19 يوليو – باستور بيزيمونغو رئيس روندة  [لغات أخرى]‏.

### انتهاء فترة المنصب
- 6 أبريل – جوفينال هابياريمانا رئيس روندة  [لغات أخرى]‏.
- 19 يوليو – كان تيودور سينديكوبوابو رئيس روندة  [لغات أخرى]‏.

## مواليد

### مارس
- 28 مارس – إيمري بايسينغي لاعب كرة قدم رواندي.

### أغسطس
- 13 أغسطس – مهيدجيري هاكيزيمانا
- 25 أغسطس – ميشال روشيشانغوغا لاعب كرة قدم رواندي.

## وفيات

### أبريل
- 6 أبريل – جوفينال هابياريمانا (مواليد 1937) سياسي رواندي.